# عبد الفتاح محمد الحاج مصطفى
عبد الفتاح محمد الحاج مصطفى (ولد عام 1905 في سيلة الظهر، استشهد في بيت فوريك عام 1938)، هو مناضل وعسكري فلسطيني من القساميين، ومن قادة الثورة الفلسطينية الكبرى (1936-1939م). استتشهد في معركة مع قوات الانتداب البريطاني.

## حياته
ولد عام 1905م في قرية سيلة الظهر في قضاء جنين. عمل في الزراعة في مطلع حياته، ثم انتقل للعمل إلى مدينة حيفا وتعرف فيها على الشيخ عز الدين القسام وانضم إلى حركته واكتسب لقب "الشيخ"، ولكنه لم يكن من الجماعة التي رافقت القسام عندما غادر حيفا إلى ريف جنين.
حين قامت الثورة في عام 1936 التحق بصفوفها قائداً لإحدى مناطق شمالي فلسطين ثم لتولى منطقة نابلس بعد استشهاد ابن عمه محمد صالح الحمد غانم في أيلول 1938م.
اتخذ عبد الفتاح من قرية بيت فوريك قضاء نابلس مركزاً لنشاطه فجند المزيد من أبناء هذه المنطقة وحقق انتصارات على قوات الانتداب والمنشآت الصهيونية. وفي ليلة 10 تشرين أول 1938 حاصرت قوة بريطانية كبيرة مدعومة بالطيران بيت فوريك، وجرت معركة كبيرة تمكن فيها الثوار من إسقاط إحدى الطائرات، وأصيب عبد الفتاح برصاصة قاتلة. نقل جثمانه إلى قريته ودفن فيها، وأوكلت قيادة المنطقة بعده إلى ابن عمه عبد الرحمن صالح الحمد شقيق القائد محمد صالح الحمد.